# Fushun, Zigong
Fushun är ett härad som lyder under Zigongs stad på prefekturnivå i Sichuan-provinsen i sydvästra Kina.